# Kabinett Frölich II
Das Kabinett Frölich II bildete die Staatsregierung des Landes Thüringen vom 16. Oktober 1923 bis 7. Dezember 1923. Es war nach dem sächsischen Gesamtministerium Zeigner die zweite Landesregierung mit Beteiligung der KPD in Deutschland. Am 2. November 1923 besetzten Truppen der Reichswehr auf Befehl der Reichsregierung die Landeshauptstadt Weimar, um gegen die Proletarischen Hundertschaften vorzugehen und einen angeblich drohenden kommunistischen Putsch zu verhindern. General Walther Reinhardt unterstellte am 6. November die Thüringer Landespolizei seinem Befehl. Ihrer Auflösung durch Reichsexekution – wie in Sachsen – kam die Regierung Frölich durch Rücktritt der drei KPD-Regierungsmitglieder zuvor. Drei Wochen später trat auch Ministerpräsident Frölich zurück. Bis zum 21. Februar 1924 blieben Frölich und die SPD-Minister geschäftsführend im Amt.
| Amt                                          | Name                                   | Bild | Partei | Partei |
| -------------------------------------------- | -------------------------------------- | ---- | ------ | ------ |
| Leitender Staatsminister                     | August Frölich                         |      |        | SPD    |
| Stellvertreter des Leitenden Staatsministers | Karl Hermann                           |      |        | SPD    |
| Äußeres                                      | August Frölich                         |      |        | SPD    |
| Inneres                                      | Karl Hermann                           |      |        | SPD    |
| Justiz                                       | Karl Korsch bis 12. November 1923      |      |        | KPD    |
| Finanzen                                     | Emil Hartmann                          |      |        | SPD    |
| Wirtschaft                                   | Albin Tenner bis 12. November 1923     |      |        | KPD    |
| Volksbildung                                 | Max Richard Greil                      |      |        | SPD    |
| Staatsrat (für Gotha)                        | Theodor Neubauer bis 12. November 1923 |      |        | KPD    |
| Staatsrat (für Sondershausen)                | Bruno Bieligk                          |      |        | SPD    |